# Jean Vaugien
Pour les articles homonymes, voir Vaugien.
 (août 2021).
Le général Jean, Nicolas Vaugien, né à Breurey-lès-Faverney (Haute-Saône) le 20 août 1916 et mort à Mascara (Algérie) le 20 mars 1975, est un officier français, qui a participé à Libération de la France.

## Une jeunesse entre la France et le Maroc
Jean Vaugien est issu d'une famille modeste originaire de Lorraine et d'Alsace. Son père, Charles Paul Vaugien, sous-officier au 1er régiment de zouaves, est affecté au Maroc en 1908. À l'occasion d'un court séjour dans sa région natale il se marie en 1912 à Breurey-lès-Faverney avec son amie d’enfance Marguerite Butzé. C'est là en 1916, en pleine Guerre mondiale, que Jean Vaugien naît. La même année, à la suite de ses blessures et de ses brillants états de service Charles Paul Vaugien rentre au Maroc où il est promu officier des Affaires indigènes,. Jean Vaugien suit donc son père dans ses différentes affectations au bled dans les régions de Fès, Meknès, Marrakech et Taza. Il y apprend à connaître le pays, ses habitants, ses langues : l'arabe et surtout le berbère qu'il maîtrise parfaitement et qui lui seront très utiles dans sa carrière. Comme il n'y a pas d'école primaire au bled c'est la mère Marguerite Butzé qui fait l'école à Jean à son frère ainé Paul Vaugien et à leur cadet Claude. Jean et Paul commencent ensuite leurs études secondaires au lycée d'Oujda dans la même classe, Paul ayant un an de retard à la suite de problèmes de santé. Jean ayant décidé de devenir officier comme son père, il termine ses études secondaires au Prytanée militaire de La Flèche puis entre à l'école spéciale militaire de Saint-Cyr dont il sort en 1938, classé 18e sur 366. Il est immédiatement affecté au Maroc.

## Officier de goum pendant la Seconde Guerre mondiale
Pendant la Seconde Guerre mondiale il est nommé chef du 14e Goum chérifien, une unité issue d'une tribu berbère du Maroc spécialisée dans les combats en montagne. Il mène brillamment cette unité pendant les campagnes d'Italie, de Provence et d'Alsace. Il y partage la vie rude et les combats de ces farouches guerriers berbères qui ont joué un rôle décisif dans la prise de Monte Cassino. Puis, en Alsace, il rejoint l'État major de la première Armée française où il devient aide de camp du général Jean de Lattre de Tassigny. Aux côtés du chef de l'armée française, il participe à toute la campagne du Rhin au Danube.

## Officier des affaires indigènes et ethnologue au Maroc
Rentré au Maroc à la fin de la guerre, il devient officier des affaires indigènes et est affecté début 1948 à El Ksiba dans le moyen Atlas marocain. Jusqu'en août 1951 il assure le commandement du bureau d'El Ksiba. En tant qu'officier des affaires indigènes il doit assurer la sécurité et l'administration de son territoire et en particulier contrôler la tribu berbère des Aït Ouirra. L'administration de ces régions de montagne avait été confiée à l'armée en raison de l'instabilité permanente des tribus berbères qui ne s'étaient jamais totalement soumise. Son rôle est donc de diriger l'administration locale, de maintenir la paix entre les tribus, d'assurer le bon fonctionnement des institutions et de la justice coutumières. C'est pendant ce séjour, entre juillet 1950 et janvier 1951, qu'il rédige un mémoire sur la tribu dont il a la charge : Évolution d'une tribu berbère du Maroc central, les Aït Ouirra. Ce mémoire aurait pu n'être qu'un travail de commande de l'administration coloniale française. Mais grâce à sa familiarité avec les tribus berbères, Jean Vaugien se livre à un véritable travail d'ethnologue et de géographe.

## Fin de carrière
Jean Vaugien poursuit ensuite sa carrière à Paris, en Algérie et en Allemagne. Il participe à la Guerre d'Algérie puis commande, entre 1964 et 1966 le 129e régiment d'infanterie à Constance (Allemagne). Après avoir travaillé aux services de l'état-major à Paris, il prend sa retraite avec le grade de général. Il est décédé à la suite d'un accident de voiture à Mascara (Algérie).

## Famille
Jean Vaugien est le frère du vétérinaire et écrivain Paul Vaugien, le cousin par alliance du général Jacques-Philippe Dehollain[réf. nécessaire] et le grand père maternel de l'historien Gauthier Langlois.

## Distinctions
- Officier du Nichan Iftikhar
- Commandeur de la Légion d'honneur
- Croix de guerre 1939–1945

## Sources
- général André Feaugas, «Le général Jean Vaugien», La Koumia, Bulletin de l’Association des anciens des goums marocains et des Affaires Indigènes en France, no 62, juillet 1975.
- Jean Vaugien et Jean Albouy, Carnets et lettres de guerre : Campagnes d’Italie, de Provence et des Vosges (janvier-novembre 1944), édités par Gauthier Langlois, Panazol, Lavauzelle, 2015, 234 p. (ISBN 978-2-7025-1629-4, présentation en ligne)
- Jean Vaugien, Évolution d'une tribu berbère du Maroc central, les Aït Ouirra, mémoire dactylographié, janvier 1951. (Archives familiales).
- Service Historique de l'Armée de Terre, château de Vincennes, Dossier personnel du général Vaugien (691/généraux 5e série).